# 韋克羅科查湖
8°55′35″S 77°31′07″W / 8.92639°S 77.51861°W
韋克羅科查湖（Wiqruqucha），是秘魯的湖泊，位於該國北部安卡什大區，處於陶利拉胡山東南面和普卡拉胡山以東，屬於安第斯山脈中布蘭卡山脈的一部分。